# Гуры-Меховске
Гу́ры-Мехо́вске (пол. Góry Miechowskie) — село в Польше в сельской гмине Рацлавице Мехувского повета Малопольского воеводства.
Село располагается в 5 км от административного центра сельской гмины села Рацлавице, в 11 км от административного центра повета города Мехув и в 38 км от административного центра воеводства города Краков.
В окрестностях села располагается флористический заповедник «Калина-Лисинец».
В 1975—1998 годах село входило в состав Келецкого воеводства.

## Достопримечательности
- Памятный знак, посвящённый солдатам и двум односельчанам-партизанам, погибшим во время Второй мировой войны.